# Calpurnia
Calpurnia — канадський інді-рок-гурт, створений в 2017 році, що походить з Ванкувера. Гурт складався з Фінна Вулфарда (вокал, ритм-гітара), Малкольма Крейга (барабани), Айли Теслер-Майб (лідер-гітара, вокал) і Джека Андерсона (бас).